# Cefadroksil
Cefadroksil je cefalosporinski antibiotik s širokim spektrom delovanja. Učinkovit je proti grampozitivnim in gramnegativnim bakterijam. Deluje baktericidno (bakterije ubije).
Spada v prvo generacijo cefalosporinskih antibiotikov in je p-hidroksi derivat cefaleksina.

## Uporaba
Uporablja se, podobno kot cefaleksin, pri zdravljenju blagih do zmerno hudih okužb z bakterijami, ki so nanj občutljive (npr. Streptococcus pyogenes, ki povzroča npr. okužbo žrela.

## Farmakokinetika
Cefadroksil se skorajda povsem absorbira iz prebavil. Po peroralnem odmerku 500 mg ali 1 g se najvišja plazemska koncentracija, ki znaša 16 oziroma 30 mikrogramov/ml, doseže po 1,5–2 urah. Najvišje plazemske koncentracije so podobne kot pri cefaleksinu, vendar so trajnejše. Hkratno uživanje hrane ne kaže, da bi vplivalo na absorpcijo cefadroksila. Okoli 20 % učinkovine se veže na plazemske beljakovine. Razpolovni čas v plazmi znaša 1,5 h in je podaljšana pri bolnikih z ledvičnimi okvarami.
Cefadroksil se obširno razporedi po telesnih tkivih in tekočinah. Prehaja posteljico in se pojavlja v materinem mleku.
Več kot 90 % učinkovine se izloči v nespremenjeni obliki s sečem v 24 urah, in sicer z glomerulno filtracijo in tubulno sekrecijo. Cefadroksil se pri hemodializi odstranjuje s krvi.

## Odmerjanje
Cefadroksil se daje peroralno (z zaužitjem). Odmerki se podajajo na brezvodno obliko učinkovine (1,04 cefadroksila monohidrata sicer ustreza 1 g brezvodne učinkovine).

## Neželeni učinki
Najpogostejši neželeni učinki so driska (ki je lahko redkeje tudi krvava), siljenje na bruhanje, slabost in bruhanje. Drugi neželeni učinki vključujejo:
- izpuščaj
- koprivnico
- srbež
- rdečine, otekline ali mehurje na koži
- krvavitve in nastajanje podplutb
- vneto žrelo
- težave z dihanjem
- tesnobo v prsnem košu
- otekanje ust, obraza, ustnic ali jezika
- zmanjšano uriniranje
- temen seč
- nožnično srbenje, vonj ali izcedek
- vročino
- mrzlico
- bolečine v sklepih
- krče
- božjastne napade
- nenavadno utrujenost ali slabotnost
- porumenelost kože ali oči.